# 蒙多勒
蒙多勒（法語：Mont-Dol，法語發音：[mɔ̃ dɔl]）是法国伊勒-维莱讷省的一个市镇，属于圣马洛区。

## 地理
蒙多勒（48°34'11"N, 1°45'57"W）面积26.44 平方千米，位于法国布列塔尼大區伊勒-维莱讷省，该省份为法国西北部沿海省份，位于布列塔尼半岛东部，北濒大西洋，西接阿摩尔滨海省和莫尔比昂省，南至大西洋卢瓦尔省，西南端接曼恩-卢瓦尔省，东临马耶讷省，东北与芒什省接壤。
与蒙多勒接壤的市镇（或旧市镇、城区）包括：伊雷勒、滨海勒维维耶、谢吕埃、巴盖尔皮康、布列塔尼地区多勒、拉弗雷奈、罗朗德里约。

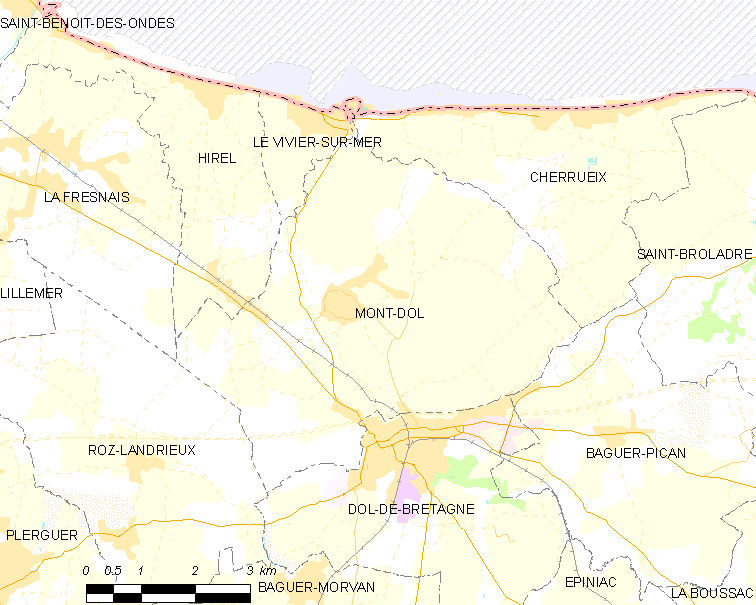
蒙多勒的OSM定位图

蒙多勒的时区为UTC+01:00、UTC+02:00（夏令时）。

## 行政
蒙多勒的邮政编码为35120，INSEE市镇编码为35186。

## 政治
蒙多勒所属的省级选区为布列塔尼地区多勒县。

## 人口

1962-2008年间蒙多勒人口变化图示

蒙多勒于2022年1月1日时的人口数量为1076人。